# Šigemicu Sudó
Šigemicu Sudó (* 2. duben 1956) je bývalý japonský fotbalista.

## Klubová kariéra
Hrával za Hitachi.

## Reprezentační kariéra
Šigemicu Sudó odehrál za japonský národní tým v letech 1979–1981 celkem 13 reprezentačních utkání.

## Statistiky
| Japonsko | Japonsko | Japonsko |
| Roky     | Záp.     | Góly     |
| -------- | -------- | -------- |
| 1979     | 1        | 0        |
| 1980     | 8        | 0        |
| 1981     | 4        | 0        |
| Celkem   | 13       | 0        |